# 尾崎真理子
尾崎 真理子（おざき まりこ、1959年10月18日- ）は、日本の文芸評論家、元読売新聞文化部記者、元早稲田大学文化構想学部教授。

## 経歴
宮崎県宮崎市生まれ。青山学院大学文学部卒業後、文芸担当を志して読売新聞に入社。1992年より文化部記者として「文芸時評」欄をおよそ10年担当。作家へのインタビューにも定評がある。読売新聞東京本社文化部長（2016~17年）、2011年編集委員。2015年、『ひみつの王国　評伝石井桃子』で芸術選奨文部科学大臣賞受賞、第34回新田次郎文学賞受賞、平成27年度宮崎県文化賞（芸術部門）受賞、2016年度日本記者クラブ賞受賞、第46回大宅壮一ノンフィクション賞候補。2020年読売新聞を退社し、早稲田大学文化構想学部教授。2022年、『大江健三郎の「義」』で第74回読売文学賞受賞。

## 著書
- 『現代日本の小説』ちくまプリマー新書 2007
  - Ecrire au Japon : le roman japonais depuis les anneees 1980 par Corinne Quentin. P. Picquier,c2012.
- 『ひみつの王国　評伝・石井桃子』新潮社、2014、新潮文庫、2018（川本三郎解説）
- 『大江健三郎全小説全解説』講談社、2020
- 『大江健三郎の「義」』講談社、2022

### 聞き手・著述
- 『大江健三郎 作家自身を語る』［聞き手・構成］新潮社、2007。新潮文庫（増補）、2013
- 『瀬戸内寂聴に聞く 寂聴文学史』［聞き手・構成］中央公論新社、2009
- 谷川俊太郎と共著『詩人なんて呼ばれて』（聞き手・文）新潮社、2017、新潮文庫（増補）、2024
- 『一九四五年に生まれて 池澤夏樹語る自伝』（聞き手・文）岩波書店、2025